# Cmentarz wojenny w Tłuszczu
Cmentarz wojenny w Tłuszczu – jeden z rejestrowanych zabytków miasta Tłuszcz, w powiecie wołomińskim, w województwie mazowieckim.
Na cmentarzu pochowani są żołnierze polegli w 1920 roku podczas wojny polsko-bolszewickiej. Nekropolia znajduje się na ogrodzonym terenie, między ulicą Warszawską a torowiskiem. Cmentarz założony został na planie prostokąta. W centralnej części jest umieszczonych siedem płasko ułożonych krzyży, natomiast u wezgłowia usytuowany jest betonowy pomnik zwieńczony krzyżem. Pod krzyżem znajduje się tablica z napisem: „OBROŃCOM OJCZYZNY 1920 ROKU". Przy pomniku odbywają się coroczne lokalne obchody rocznicy Bitwy Warszawskiej 1920 roku.